# Hamburger Sport-Verein 2016-2017
Questa voce raccoglie le informazioni riguardanti l'Hamburger Sport-Verein nelle competizioni ufficiali della stagione 2016-2017.

## Stagione
Nella stagione 2016-2017 l'Amburgo, allenato da Bruno Labbadia e Markus Gisdol, concluse il campionato di Bundesliga al 14º posto. In coppa di Germania l'Amburgo fu eliminato ai quarti di finale dal Borussia M'gladbach.

## Organigramma societario
Area tecnica
- Allenatore: Markus Gisdol
- Allenatore in seconda: Frank Fröhling, Frank Kaspari
- Preparatore dei portieri: Stefan Wächter
- Preparatori atletici: Daniel Müssig, Sebastian Capel

## Rosa
| N. |                        | Ruolo | Calciatore            |
| -- | ---------------------- | ----- | --------------------- |
| 1  | Germania (bandiera)    | P     | René Adler            |
| 2  | Germania (bandiera)    | D     | Dennis Diekmeier      |
| 5  | Svizzera (bandiera)    | D     | Johan Djourou         |
| 6  | Brasile (bandiera)     | D     | Douglas Santos        |
| 7  | Stati Uniti (bandiera) | A     | Bobby Wood            |
| 8  | Germania (bandiera)    | C     | Lewis Holtby          |
| 9  | Grecia (bandiera)      | D     | Kyriakos Papadopoulos |
| 10 | Germania (bandiera)    | A     | Pierre-Michel Lasogga |
| 12 | Brasile (bandiera)     | C     | Walace                |
| 13 | Albania (bandiera)     | D     | Mërgim Mavraj         |
| 14 | Germania (bandiera)    | C     | Aaron Hunt            |
| 15 | Germania (bandiera)    | A     | Luca Waldschmidt      |
| 16 | Svizzera (bandiera)    | C     | Vasilije Janjičić     |
| 17 | Serbia (bandiera)      | C     | Filip Kostić          |
| 18 | Gambia (bandiera)      | C     | Bakery Jatta          |

| N. |                          | Ruolo | Calciatore         |
| -- | ------------------------ | ----- | ------------------ |
| 19 | Germania (bandiera)      | C     | Dren Feka          |
| 20 | Svezia (bandiera)        | C     | Albin Ekdal        |
| 24 | Giappone (bandiera)      | D     | Gōtoku Sakai       |
| 25 | Germania (bandiera)      | A     | Mats Köhlert       |
| 26 | Germania (bandiera)      | D     | Oliver Oschkenat   |
| 27 | Germania (bandiera)      | C     | Nicolai Müller     |
| 28 | Germania (bandiera)      | C     | Gideon Jung        |
| 30 | Svizzera (bandiera)      | P     | Andreas Hirzel     |
| 31 | Germania (bandiera)      | P     | Christian Mathenia |
| 32 | Germania (bandiera)      | C     | Frank Ronstadt     |
| 34 | Germania (bandiera)      | C     | Finn Porath        |
| 36 | Germania (bandiera)      | P     | Tom Mickel         |
| 37 | Corea del Sud (bandiera) | D     | Seo Young-jae      |
| 39 | Germania (bandiera)      | C     | Ashton Götz        |

## Risultati

### Bundesliga

#### Girone di andata
| Arbitro: | Fritz |

|          |           |                |
| Wood 30’ | Marcatori | 79’ Hinterseer |

| Arbitro: | Welz |

|                          |           |          |
| Pohjanpalo 79’, 90’, 90’ | Marcatori | 58’ Wood |

| Arbitro: | Kampka |

|  |           |                                               |
|  | Marcatori | 66’ (rig.) Forsberg 72’, 77’ Werner 90’ Selke |

| Arbitro: | Schmidt |

|              |           |  |
| Petersen 70’ | Marcatori |  |

| Arbitro: | Zwayer |

|  |           |             |
|  | Marcatori | 88’ Kimmich |

| Arbitro: | Winkmann |

|                          |           |  |
| Ibišević 29’, 70’ (rig.) | Marcatori |  |

| Mönchengladbach 15 ottobre 2016, ore 15:30 CEST 7ª giornata | Borussia M'gladbach | 0 – 0 referto | Amburgo | Borussia-Park (53 636 spett.)\| Arbitro: \| Stark \| |
| Arbitro:                                                    | Stark               |               |         |                                                      |

| Arbitro: | Perl |

|  |           |                                              |
|  | Marcatori | 35’ (aut.) Holtby 60’ Tarashaj 69’ Seferović |

| Arbitro: | Brand |

|                       |           |  |
| Modeste 61’, 82’, 85’ | Marcatori |  |

| Arbitro: | Stegemann |

|                 |           |                                          |
| Müller 55’, 81’ | Marcatori | 4’, 23’, 27’, 48’ Aubameyang 76’ Dembélé |

| Arbitro: | Hartmann |

|                      |           |                       |
| Wagner 45’ Zuber 49’ | Marcatori | 28’ Kostić 61’ Müller |

| Arbitro: | Brych |

|                     |           |                        |
| Gregoritsch 3’, 28’ | Marcatori | 14’ Bartels 45’ Gnabry |

| Arbitro: | Winkmann |

|  |           |                               |
|  | Marcatori | 30’ Gregoritsch 90’ Ostrzolek |

| Arbitro: | Siebert |

|            |           |  |
| Kostić 68’ | Marcatori |  |

| Arbitro: | Aytekin |

|                     |           |          |
| Latza 35’, 56’, 67’ | Marcatori | 21’ Wood |

| Arbitro: | Drees |

|                     |           |             |
| Müller 60’ Wood 82’ | Marcatori | 90’ Avdijaj |

| Arbitro: | Zwayer |

|           |           |  |
| Gomez 82’ | Marcatori |  |

#### Girone di ritorno
| Arbitro: | Schmidt |

|                                       |           |           |
| Groß 14’ Suttner 22’ Cohen 47’ (rig.) | Marcatori | 63’ Sakai |

| Arbitro: | Drees |

|                  |           |  |
| Papadopoulos 76’ | Marcatori |  |

| Arbitro: | Stegemann |

|  |           |                                      |
|  | Marcatori | 18’ Papadopoulos 24’ Walace 90’ Hunt |

| Arbitro: | Dingert |

|                          |           |                       |
| Hunt 15’ Gregoritsch 57’ | Marcatori | 23’ Philipp 72’ Grifo |

| Arbitro: | Dankert |

|                                                                                |           |  |
| Vidal 17’ Lewandowski 24’ (rig.), 42’, 54’ Alaba 56’ Coman 65’, 69’ Robben 87’ | Marcatori |  |

| Arbitro: | Brych |

|           |           |  |
| Ekdal 77’ | Marcatori |  |

| Arbitro: | Aytekin |

|                     |           |                 |
| Kostić 36’ Wood 80’ | Marcatori | 23’ Christensen |

| Francoforte sul Meno 18 marzo 2017, ore 18:30 CET 25ª giornata | Eintracht Francoforte | 0 – 0 referto | Amburgo | Commerzbank-Arena (51 500 spett.)\| Arbitro: \| Cortus \| |
| Arbitro:                                                       | Cortus                |               |         |                                                           |

| Arbitro: | Siebert |

|                       |           |           |
| Müller 13’ Holtby 90’ | Marcatori | 25’ Jojić |

| Arbitro: | Schmidt |

|                                      |           |  |
| Castro 13’ Kagawa 81’ Aubameyang 90’ | Marcatori |  |

| Arbitro: | Zwayer |

|               |           |                     |
| Hunt 25’, 75’ | Marcatori | 35’ (rig.) Kramarić |

| Arbitro: | Brych |

|                     |           |                |
| Kruse 41’ Kainz 75’ | Marcatori | 6’ Gregoritsch |

| Arbitro: | Stegemann |

|                    |           |                     |
| Holland 90’ (aut.) | Marcatori | 51’ Sulu 53’ Platte |

| Arbitro: | Gräfe |

|                                         |           |  |
| Altıntop 28’, 42’ Max 76’ Bobadilla 85’ | Marcatori |  |

| Amburgo 7 maggio 2017, ore 15:30 CEST 32ª giornata | Amburgo | 0 – 0 referto | Magonza | Volksparkstadion (53 915 spett.)\| Arbitro: \| Siebert \| |
| Arbitro:                                           | Siebert |               |         |                                                           |

| Arbitro: | Schmidt |

|                 |           |             |
| Burgstaller 25’ | Marcatori | 90’ Lasogga |

| Arbitro: | Gräfe |

|                            |           |            |
| Kostić 32’ Waldschmidt 88’ | Marcatori | 23’ Knoche |

### Coppa di Germania
| Arbitro: | Kempter |

|  |           |               |
|  | Marcatori | 70’ Halilović |

| Arbitro: | Dingert |

|  |           |                                          |
|  | Marcatori | 8’, 43’ Wood 58’ Lasogga 82’ Waldschmidt |

| Arbitro: | Perl |

|                  |           |  |
| Jung 5’ Wood 75’ | Marcatori |  |

| Arbitro: | Fritz |

|          |           |                                      |
| Wood 90’ | Marcatori | 53’ (rig.) Stindl 61’ (rig.) Raffael |

## Statistiche

### Statistiche di squadra
| Competizione      | Punti | In casa | In casa | In casa | In casa | In casa | In casa | In trasferta | In trasferta | In trasferta | In trasferta | In trasferta | In trasferta | Totale | Totale | Totale | Totale | Totale | Totale | DR  |
| Competizione      | Punti | G       | V       | N       | P       | Gf      | Gs      | G            | V            | N            | P            | Gf           | Gs           | G      | V      | N      | P      | Gf     | Gs     | DR  |
| ----------------- | ----- | ------- | ------- | ------- | ------- | ------- | ------- | ------------ | ------------ | ------------ | ------------ | ------------ | ------------ | ------ | ------ | ------ | ------ | ------ | ------ | --- |
| Bundesliga        | 38    | 17      | 8       | 4       | 5       | 21      | 25      | 17           | 2            | 4            | 11           | 12           | 36           | 34     | 10     | 8      | 16     | 33     | 61     | -28 |
| Coppa di Germania | -     | 2       | 1       | 0       | 1       | 3       | 2       | 2            | 2            | 0            | 0            | 5            | 0            | 4      | 3      | 0      | 1      | 8      | 2      | +6  |
| Totale            | -     | 19      | 9       | 4       | 6       | 24      | 27      | 19           | 4            | 4            | 11           | 17           | 36           | 38     | 13     | 8      | 17     | 41     | 63     | -22 |

### Andamento in campionato
| Giornata  | 1  | 2  | 3  | 4  | 5  | 6  | 7  | 8  | 9  | 10 | 11 | 12 | 13 | 14 | 15 | 16 | 17 | 18 | 19 | 20 | 21 | 22 | 23 | 24 | 25 | 26 | 27 | 28 | 29 | 30 | 31 | 32 | 33 | 34 |
| --------- | -- | -- | -- | -- | -- | -- | -- | -- | -- | -- | -- | -- | -- | -- | -- | -- | -- | -- | -- | -- | -- | -- | -- | -- | -- | -- | -- | -- | -- | -- | -- | -- | -- | -- |
| Luogo     | C  | T  | C  | T  | C  | T  | T  | C  | T  | C  | T  | C  | T  | C  | T  | C  | T  | T  | C  | T  | C  | T  | C  | C  | T  | C  | T  | C  | T  | C  | T  | C  | T  | C  |
| Risultato | N  | P  | P  | P  | P  | P  | N  | P  | P  | P  | N  | N  | V  | V  | P  | V  | P  | P  | V  | V  | N  | P  | V  | V  | N  | V  | P  | V  | P  | P  | P  | N  | N  | V  |
| Posizione | 10 | 15 | 16 | 16 | 16 | 18 | 17 | 18 | 18 | 18 | 18 | 18 | 17 | 16 | 17 | 16 | 16 | 17 | 16 | 15 | 15 | 16 | 16 | 16 | 16 | 14 | 14 | 13 | 14 | 15 | 16 | 16 | 16 | 14 |

Legenda:

Luogo: C = Casa; T = Trasferta. Risultato: V = Vittoria; N = Pareggio; P = Sconfitta.

### Statistiche dei giocatori
| Giocatore       | Bundesliga | Bundesliga | Bundesliga  | Bundesliga | Coppa di Germania | Coppa di Germania | Coppa di Germania | Coppa di Germania | Totale   | Totale | Totale      | Totale     |
| Giocatore       | Presenze   | Reti       | Ammonizioni | Espulsioni | Presenze          | Reti              | Ammonizioni       | Espulsioni        | Presenze | Reti   | Ammonizioni | Espulsioni |
| --------------- | ---------- | ---------- | ----------- | ---------- | ----------------- | ----------------- | ----------------- | ----------------- | -------- | ------ | ----------- | ---------- |
| R. Adler        | 19         | 0          | 1           | 0          | 4                 | 0                 | 1                 | 0                 | 23       | 0      | 2           | 0          |
| A. Hirzel       | -          | -          | -           | -          | -                 | -                 | -                 | -                 | -        | -      | -           | -          |
| C. Mathenia     | 14         | 0          | 1           | 0          | -                 | -                 | -                 | -                 | 14       | 0      | 1           | 0          |
| T. Mickel       | 1          | 0          | 0           | 0          | -                 | -                 | -                 | -                 | 1        | 0      | 0           | 0          |
| D. Diekmeier    | 24         | 0          | 4           | 1          | 2                 | 0                 | 1                 | 0                 | 26       | 0      | 5           | 1          |
| J. Djourou      | 14         | 0          | 6           | 0          | 2                 | 0                 | 0                 | 0                 | 16       | 0      | 6           | 0          |
| D. Santos       | 20         | 0          | 4           | 0          | 2                 | 0                 | 0                 | 0                 | 22       | 0      | 4           | 0          |
| A. Götz         | 1          | 0          | 1           | 0          | -                 | -                 | -                 | -                 | 1        | 0      | 1           | 0          |
| G. Jung         | 29         | 0          | 3           | 0          | 4                 | 1                 | 1                 | 0                 | 33       | 1      | 4           | 0          |
| M. Mavraj       | 14         | 0          | 3           | 0          | 2                 | 0                 | 0                 | 0                 | 16       | 0      | 3           | 0          |
| O. Oschkenat    | -          | -          | -           | -          | -                 | -                 | -                 | -                 | -        | -      | -           | -          |
| M. Ostrzolek    | 24         | 1          | 4           | 0          | 4                 | 0                 | 1                 | 0                 | 28       | 1      | 5           | 0          |
| K. Papadopoulos | 15         | 2          | 6           | 0          | 2                 | 0                 | 0                 | 0                 | 17       | 2      | 6           | 0          |
| G. Sakai        | 33         | 1          | 7           | 0          | 4                 | 0                 | 1                 | 0                 | 37       | 1      | 8           | 0          |
| Y. Seo          | -          | -          | -           | -          | -                 | -                 | -                 | -                 | -        | -      | -           | -          |
| N. Bahoui       | 1          | 0          | 0           | 0          | -                 | -                 | -                 | -                 | 1        | 0      | 0           | 0          |
| A. Ekdal        | 21         | 1          | 2           | 1          | 2                 | 0                 | 0                 | 0                 | 23       | 1      | 2           | 1          |
| D. Feka         | -          | -          | -           | -          | -                 | -                 | -                 | -                 | -        | -      | -           | -          |
| L. Holtby       | 29         | 1          | 4           | 1          | 1                 | 0                 | 0                 | 0                 | 30       | 1      | 4           | 1          |
| A. Hunt         | 22         | 4          | 3           | 0          | 4                 | 0                 | 0                 | 0                 | 26       | 4      | 3           | 0          |
| V. Janjičić     | 4          | 0          | 0           | 0          | -                 | -                 | -                 | -                 | 4        | 0      | 0           | 0          |
| M. Köhlert      | -          | -          | -           | -          | -                 | -                 | -                 | -                 | -        | -      | -           | -          |
| F. Kostić       | 31         | 4          | 6           | 0          | 4                 | 0                 | 1                 | 0                 | 35       | 4      | 7           | 0          |
| N. Müller       | 25         | 5          | 4           | 0          | 2                 | 0                 | 1                 | 0                 | 27       | 5      | 5           | 0          |
| F. Porath       | 1          | 0          | 0           | 0          | -                 | -                 | -                 | -                 | 1        | 0      | 0           | 0          |
| F. Ronstadt     | -          | -          | -           | -          | -                 | -                 | -                 | -                 | -        | -      | -           | -          |
| . Walace        | 9          | 1          | 2           | 0          | 2                 | 0                 | 1                 | 0                 | 11       | 1      | 3           | 0          |
| M. Gregoritsch  | 30         | 5          | 4           | 0          | 2                 | 0                 | 0                 | 0                 | 32       | 5      | 4           | 0          |
| B. Jatta        | 6          | 0          | 0           | 0          | -                 | -                 | -                 | -                 | 6        | 0      | 0           | 0          |
| P. Lasogga      | 20         | 1          | 2           | 0          | 2                 | 1                 | 0                 | 0                 | 22       | 2      | 2           | 0          |
| L. Waldschmidt  | 14         | 1          | 0           | 0          | 2                 | 1                 | 0                 | 0                 | 16       | 2      | 0           | 0          |
| B. Wood         | 28         | 5          | 1           | 1          | 4                 | 4                 | 0                 | 0                 | 32       | 9      | 1           | 1          |
| C. Reis         | 5          | 0          | 1           | 1          | 2                 | 0                 | 1                 | 0                 | 7        | 0      | 2           | 1          |
| A. Halilović    | 6          | 0          | 0           | 0          | 1                 | 1                 | 0                 | 0                 | 7        | 1      | 0           | 0          |
| E. Spahić       | 11         | 0          | 3           | 0          | -                 | -                 | -                 | -                 | 11       | 0      | 3           | 0          |